# ハーマン・フーワ
ハーマン・フーワ（Herman Humwa、1995年11月8日 - ）は、ケニアのラグビーユニオン選手。

## プロフィール
- ケニア出身。
- ポジションはセンター(CTB)。
- 身長 182cm、体重 102kg

## 略歴
2021年、東京五輪の7人制ケニア代表に選ばれた。
2024年、パリ2024五輪の7人制ケニア代表に選ばれた。